# Куреши, Моинуддин Ахмад
Моинуддин Ахмад Куреши (урду معین الدین احمد قریشی‎; 26 июня 1930, Лахор, Пенджаб Британская Индия — 22 ноября 2016, Вашингтон, США) — пакистанский государственный деятель, доктор экономических наук, исполняющий обязанности премьер-министра Пакистана (1993).

## Биография
Происходил из знатной семьи. Его отец, Мохиддин Ахмад Куреши, был гражданским служащим в британской колониальной администрации, а его мать, Хуршид Джабин, была домохозяйкой. Окончил Исламский колледже в Лахоре, затем — правительственный колледж в Лахоре, где получил степень бакалавра экономики и впоследствии — степень магистра экономики в университете Пенджаба.
По Программе Фулбрайта отправился в Соединённые Штаты, где после завершения обучения в 1955 г. в Индианском университете в Блумингтоне получил степень доктора экономических наук.
Он начал свою карьеру в правительстве Пакистана в 1953 г., где занимал ряд ответственных должностей в сфере финансового планирования. С 1956 по 1970 г. он работал в штаб-квартире Международного валютного фонда в Вашингтоне: в 1960 г. стал экономическим советником Ганы. В 1974—1977 гг. занимал пост исполнительного вице-президента Международную финансовую корпорацию (МФК). Курировал глобальные операции, которые включали финансирование частных предприятий и инвестиций, включая совместные предприятия и операции на рынке капитала в развивающихся странах.
В 1981—1987 гг. работал старшим вице-президентом по финансам Всемирного банка, затем до 1991 г. — старший вице-президент Всемирного банка. В 1991—1992 гг., покинув Всемирный банк, поселился в Соединённых Штатах и сформировал частный хедж-фонд — Associates Market Associates.
В июле-октябре 1993 г. после одновременной отставки премьер-министра Наваза Шарифа и президента Гулам Исхак Хан — исполнял обязанности премьер-министра Пакистана. На момент своего назначения Куреши был совершенно неизвестным политиком в Пакистане. Его правительство провело всеобъемлющие реформы, согласно плану Всемирного банка, в экономической, социальной и политической сферах жизни страны. В частности, глава правительства инициировал процесс «культуры оплаты», который нацелен на уклоняющихся от уплаты налогов и неплательщиков кредитов. Была девальвирована национальная валюта и повышены цены на продукты питания и промышленные товары. Национальный банк стал автономным учреждением. Также были организованы общенациональные выборы нового демократически избранного правительства, была обеспечена свобода СМИ за счет денационализации государственного телевидения и радиовещания. Несмотря на его попытки гармонизировать экономику, главной задачей его кабинета было проведение всеобщих выборов в 1993 году, по результатом которых было сформировано правительство Пакистанской народной партии во главе с Беназир Бхутто. После отъезда из Пакистана подвергся критике за то, что в последние дни его пребывания в офисе сделал большое количество повышений в должности и других административных решений в пользу своего родственников.
После установления нового правительства в Пакистане в октябре 1993 г. вернулся в Нью-Йорк, где учредил частный хедж-фонд Emerging Market Cooperation (EMP), штаб-квартира которого расположена в Вашингтоне. В течение ряда лет был связан с международной страховой компанией American International Group (AIG). AIG владела миноритарным пакетом акций EMP и выступала в качестве крупного инвестора в ряде фондов под своим именем, для которых EMP выполнял функции главного советника.
Ряд его статей был опубликован в экономических журналах. В свободное время занимался теннисом и сбором предметов антиквариата.

## Семья
Был женат на американке Лило Элизабет Рихтер и имел четверых детей: двух сыновей и двух дочерей.